# Balkerbeek
De Balkerbeek is een beek die in noordoostelijke richting loopt tussen Kaulille en Bocholt in de Belgische provincie Limburg.
De Balkerbeek is de oorspronkelijke bovenloop van de Lozerbroekbeek, die sedert 1805 van de benedenloop werd afgesneden door de aanleg van het Grand Canal du Nord (tegenwoordig onderdeel van de Zuid-Willemsvaart).

## Balker Beemden
Langs deze beek bevindt zich een natuurgebied, Balker Beemden genaamd, dat in bezit is van Natuurpunt. Het bestaat uit langgerekte percelen die in gebruik waren als hooiland en weiland, en die met houtwalletjes en bomenrijen van elkaar gescheiden zijn. Centraal hierin ligt een gebied van 4 hectare, waarin zich een wilgenstruweel bevindt en enkele verlaten visvijvers. Door het kappen van een sparrenbos is een ruigte ontstaan waarop zich meer natuurlijk bos ontwikkelt. In dit gebied vindt men onder meer de ijsvogel, zwarte specht, kleine bonte specht, bosuil en torenvalk.